# Carlo Paech
Carlo Paech (* 18. Dezember 1992 in Berlin) ist ein ehemaliger deutscher Stabhochspringer.

## Sportliche Karriere
Seine größten Erfolge errang er im Juniorenbereich, als er 2011 deutscher Jugendhallenmeister und 2009 U18-Vizeweltmeister wurde. Im Jahr 2015 wurde er Dritter bei den Deutschen Meisterschaften, als er 5,60 m übersprang. Anschließend nahm er an den Weltmeisterschaften teil, scheiterte aber mit 5,65 m bereits in der Qualifikation. 2016 wurde er Deutscher Hallenmeister und nahm an den Hallenweltmeisterschaften in Portland (Oregon) teil.

## Erfolge
national
- Deutscher Jugendhallenmeister 2011
- Deutscher Hallenvizemeister 2015
- Deutscher Hallenmeister 2016

international
- U18-Vizeweltmeister 2009